# 近藤英次郎

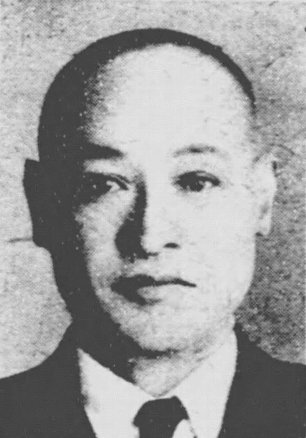
近藤英次郎

近藤 英次郎（こんどう えいじろう、旧字体：近󠄁藤󠄁英次󠄁郞、1887年（明治20年）9月12日 - 1955年（昭和30年）12月27日）は、日本の海軍軍人。階級は海軍中将。衆議院議員。

## 経歴
山形県米沢市出身。1908年（明治41年）、海軍兵学校を卒業し、1910年（明治43年）に少尉に任官した。第一次世界大戦では第2特務艦隊に属して、地中海に派遣された。1921年（大正10年）、海軍大学校を卒業。
その後、アメリカ合衆国駐在を経て、能登呂特務艦長、鳳翔艦長、館山海軍航空隊司令、赤城艦長、加賀艦長、第三艦隊参謀長、上海海軍特別陸戦隊司令官を歴任した。日中戦争発生後は、第11戦隊を率いて揚子江遡江作戦に従軍し、南京攻略戦、武漢作戦に参加した。
1939年（昭和14年）、予備役に編入された後は、東亜海運株式会社顧問を務めた。
1942年（昭和17年）、第21回衆議院議員総選挙に出馬し、当選を果たした。1945年（昭和20年）12月1日に衆議院議員を辞職し、その後、公職追放となった。

## 栄典・授章・授賞
- 1910年（明治43年）3月22日 - 正八位[6]
- 1915年（大正4年）2月10日 - 正七位[7]